# Dragonquest
Dragonquest is een Amerikaanse film uit 2009 van The Asylum met Jason Connery.

## Verhaal
Wanneer een oude tovenaar een mythologisch beest oproept, krijgt een jonge held de taak om op pad te gaan en een reeks opdrachten uit te voeren, om zo een bijzondere draak te doen ontwaken. Deze draak zou in staat moeten zijn de jonge held te helpen bij het verslaan van het monster.

## Rolverdeling
| Acteur          | Personage |
| --------------- | --------- |
| Marc Singer     | Maxim     |
| Brian Thompson  | Kirill    |
| Jason Connery   | Gurion    |
| Daniel Bonjour  | Arkadi    |
| Jennifer Dorogi | Katya     |